# Rödgardister

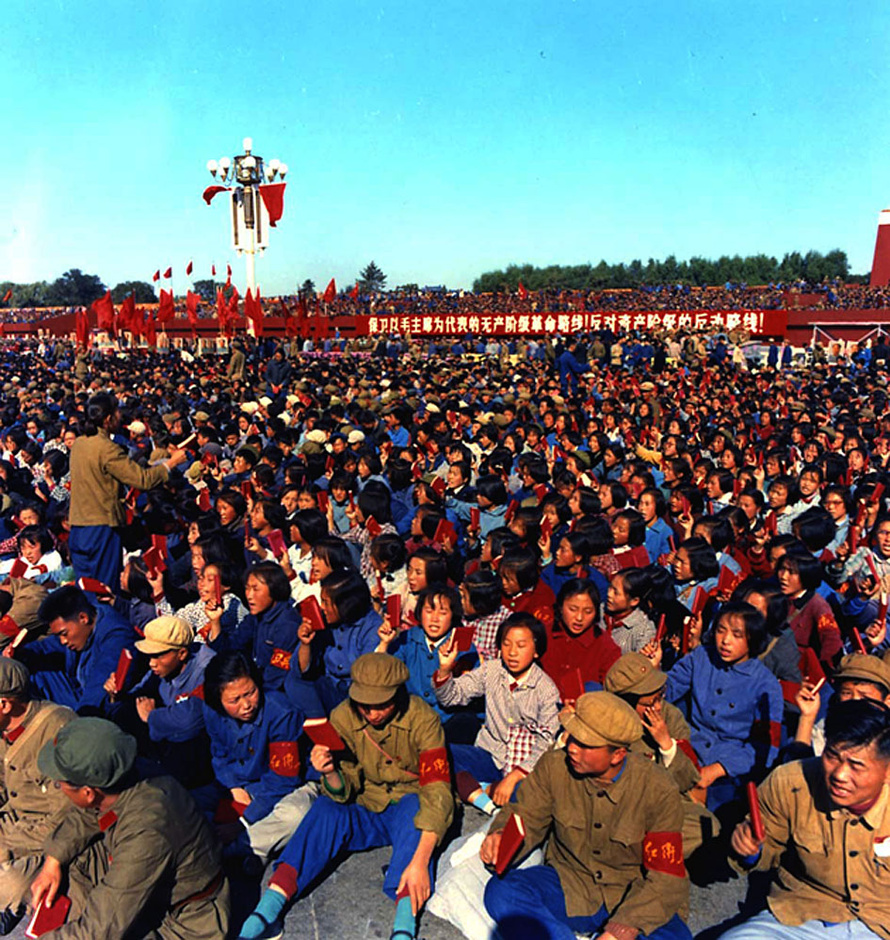
Kinesiska rödgardister, 1966.

Rödgardister är medlemmar i väpnade kommunistiska styrkor i socialistiska länder eller i ett inbördeskrig.
Röda garden av beväpnade, revolutionära arbetarstyrkor förekom i Finland under oroligheterna 1905-06 och under inbördeskriget 1918. Revolutionsåret 1917 förekom röda garden i Ryssland, vilka senare uppgick i Röda armén.
I Kina avser beteckningen rödgardister de studenter och unga lärare som under kulturrevolutionens första år (1966-69) var Mao Zedongs redskap i den politiska kampen.